# Festuca bhutanica
Festuca bhutanica är en gräsart som beskrevs av Evgenii Borisovich Alexeev. Festuca bhutanica ingår i släktet svinglar, och familjen gräs. Inga underarter finns listade i Catalogue of Life.